# Tony Garnier (Architekt)

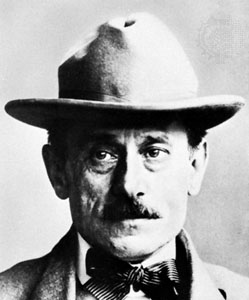
Tony Garnier

Tony Garnier (* 13. August 1869 in Lyon; † 19. Januar 1948 in Roquefort-la-Bédoule, Frankreich) war ein französischer Architekt und Städtebauer, der um 1900 den Entwurf einer Idealstadt vorlegte, der Cité industrielle, die den Diskurs zum Städtebau im 20. Jahrhundert wesentlich beeinflusste. Zusammen mit Architekten wie Auguste Perret zählt er zu den Wegbereitern und Vorläufern der modernen Architektur.

## Leben
Der Sohn des Zeichners einer Seidenweberei Pierre Garnier und der Weberin Anne Évrard verbrachte seine Kindheit und Jugend, über die sonst wenig bekannt ist, in ärmlichen Verhältnissen im Arbeiterquartier der Pentes de Croix-Rousse. An der École technique la Martinière in Lyon, die er seit 1883 besuchte, zeigte er bereits eine Begabung als Zeichner, weswegen er ab 1886, mit 17 Jahren, an der École des Beaux Arts de Lyon studierte. 1889 erlaubte ihm der Gewinn des Architekturpreises ersten Ranges dieser Schule, seine Studien an der École des Beaux Arts de Paris weiterzuführen, wo er die Klasse von Paul Blondel (1847–1897) und Georges Scellier de Gisors (1844–1905) besuchte.
Dem unermüdlichen Studenten aus einfachen Verhältnissen war bewusst, dass nur ein außerordentlicher Erfolg ihm berufliche Anerkennung bringen würde. 1899 erhielt er schließlich – im sechsten Versuch – den ersten Preis für Architektur, den berühmten Prix de Rome, der seinen Preisträgern einen mehrjährigen Stipendiumsaufenthalt in der Villa Medici in Rom einbrachte. In Rom, wo er sich von 1899 bis 1904 aufhielt, bestanden seine Pflichten als Stipendiat darin, regelmäßig Bauaufnahmen antiker Monumente an die Académie des Beaux-Arts zu senden, stattdessen arbeitete er an den Entwürfen einer utopischen Industriestadt, der Cité industrielle, die er 1901 zusätzlich zu einer Bauaufnahme des Tabulariums einsandte. Die Arbeit wurde vom wutschäumenden Gutachter Jean-Louis Pascal förmlich zerrissen.
In den folgenden Jahren gab er jeweils die geforderten Rekonstruktionen ab – Studien zum Titusbogen, zu Santa Maria in Cosmedin und schließlich eine komplette, ziemlich gewagte Interpretation von Tusculum – er arbeitete aber gleichzeitig an der Cité industrielle weiter, die er zum Ende seines Stipendiums 1904 auch wieder präsentierte. Die Reaktionen waren aber diesmal erheblich freundlicher, die Zeitschrift La construction moderne bescheinigt der cité industrielle bei aller Modernität und hygienischem Komfort, „die Suche nach sogar auch künstlerischer Schönheit nicht zu verschmähen.“ Garnier arbeitete die Pläne zur Cité industrielle weiter aus, die endgültige Veröffentlichung datiert von 1917, weitere Auflagen erschienen bis in die 1930er Jahre. Garnier entwickelte die Cité gemeinsam mit seinen tatsächlichen Bauprojekten weiter, beides befruchtete sich gegenseitig.
1904 ließ sich Tony Garnier in Lyon nieder und erhielt im gleichen Jahr, neben einem später nicht realisierten Privatauftrag für Villen entlang des Parc de la Tête d’Or, seinen ersten Bauauftrag der Stadt, für die er später einen Großteil seines Arbeitslebens bauen sollte: Die Vacherie du parc, ein Stall mit Molkerei für die im Park weidenden Kühe und Schafe, sowie Dienstwohnungen für die Hirten, beauftragt unter Bürgermeister Victor Augagneur.

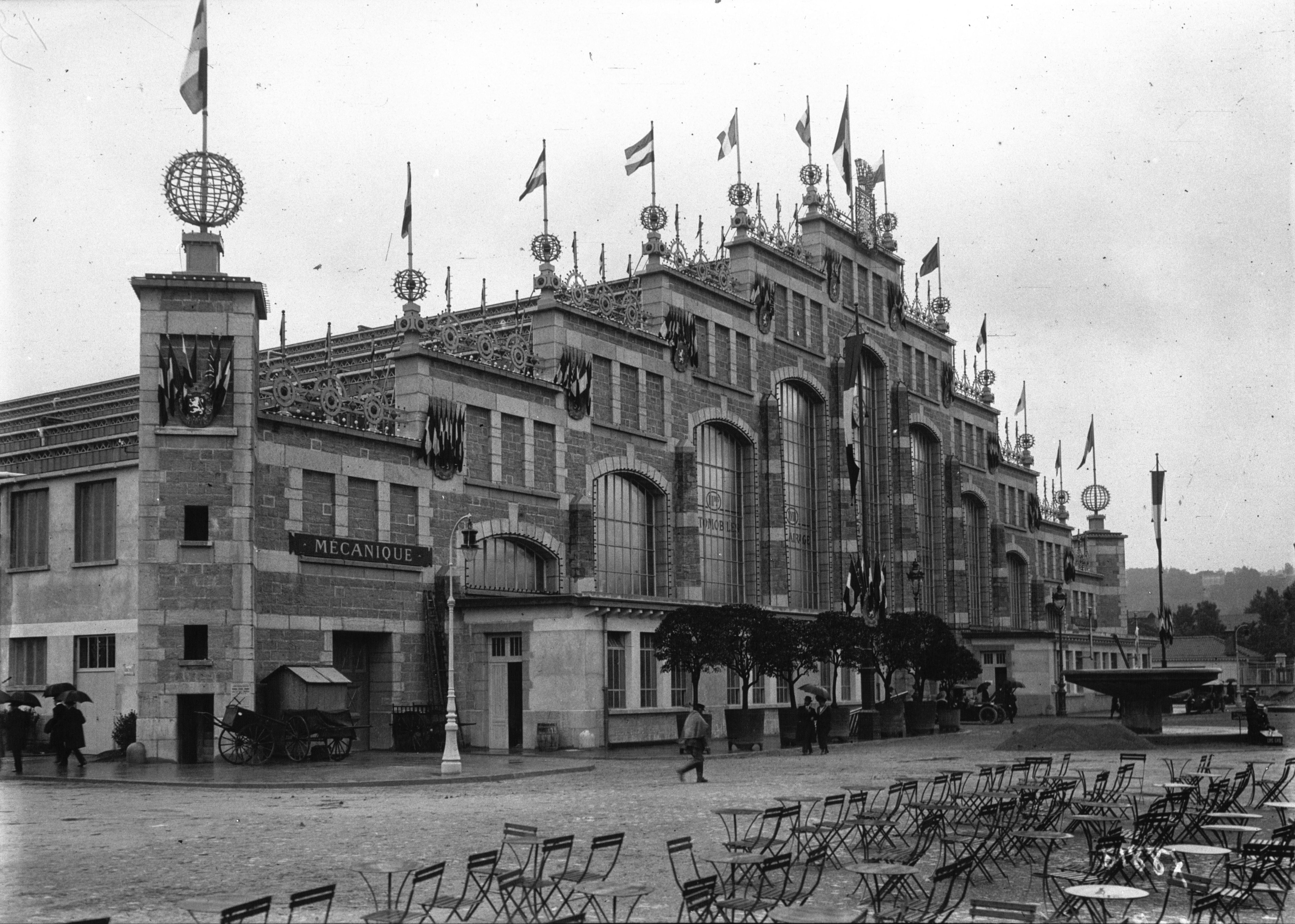
Garniers Viehmarkthalle als Palais de l’industrie der Weltausstellung 1914 in Lyon

Nachdem Édouard Herriot 1905 Bürgermeister von Lyon wurde, bekam Tony Garnier Aufträge für große Bauprojekte, besonders im Osten der Stadt, die zu dieser Zeit stark erweitert wurde. Von 1905 bis 1919 arbeitete er als Stadtbaurat (architecte en chef) der Stadt Lyon.
Sein erstes großes Projekt war der Schlachthof und die Viehmarkthalle La Mouche, die von 1909 bis 1914 errichtet wurden. Zunächst für die (nicht offiziell anerkannte)  Weltausstellung von 1914 als Palais de l’industrie genutzt, wurde das Gelände im Ersten Weltkrieg vom Militär beschlagnahmt und konnte erst 1928 seiner eigentlichen Bestimmung übergeben werden. Nach der Schließung des Schlachthofes 1967 konnte die seit 1975 als Monument historique eingetragene Halle erhalten werden und ist heute als Halle Tony Garnier mit 17.000 Plätzen einer der größten Veranstaltungsorte Frankreichs. Die Halle wurde als freitragende Konstruktion aus stählernen Dreigelenkbögen errichtet und überspannt eine Fläche von 210 mal 80 Metern. Durch das mehrfach abgetreppte Dach entstehen Fensterbänder, die sich auf beiden Seiten des Daches über die gesamte Länge der Halle ziehen und für eine großzügige Belichtung sorgen.
Ab 1919 begann die Projektierung eines Stadtviertels in Lyon. Auch hier zeichnete Garnier Vorstellungen seiner Cité in die ersten Entwürfe: Die Konstruktion aus Stahlbeton, die jeder Wohneinheit zugeordneten großzügigen Loggien, die Verteilung der Wohnbauten auf einer von Umfriedungen freien, allgemein zugänglichen Fläche waren Elemente der gleichmäßig angeordneten, wenig hierarchischen Wohnviertel der Cité industrielle. Im Verlauf der Planungsphase – Baubeginn war erst ein Jahrzehnt später, 1929 ,– wurde der Entwurf aufgrund von Sparzwängen immer mehr eingedampft. Das nun Quartier des États-Unis genannte städtische Wohnviertel musste letztlich, bei annähernd gleicher Zahl der Wohneinheiten, auf der Hälfte der ursprünglichen geplanten Fläche realisiert werden.
1946 wurde er Mitglied der Académie royale des Sciences, des Lettres et des Beaux-Arts de Belgique (Classe des Beaux-Arts).

## Bauwerke (Auswahl)

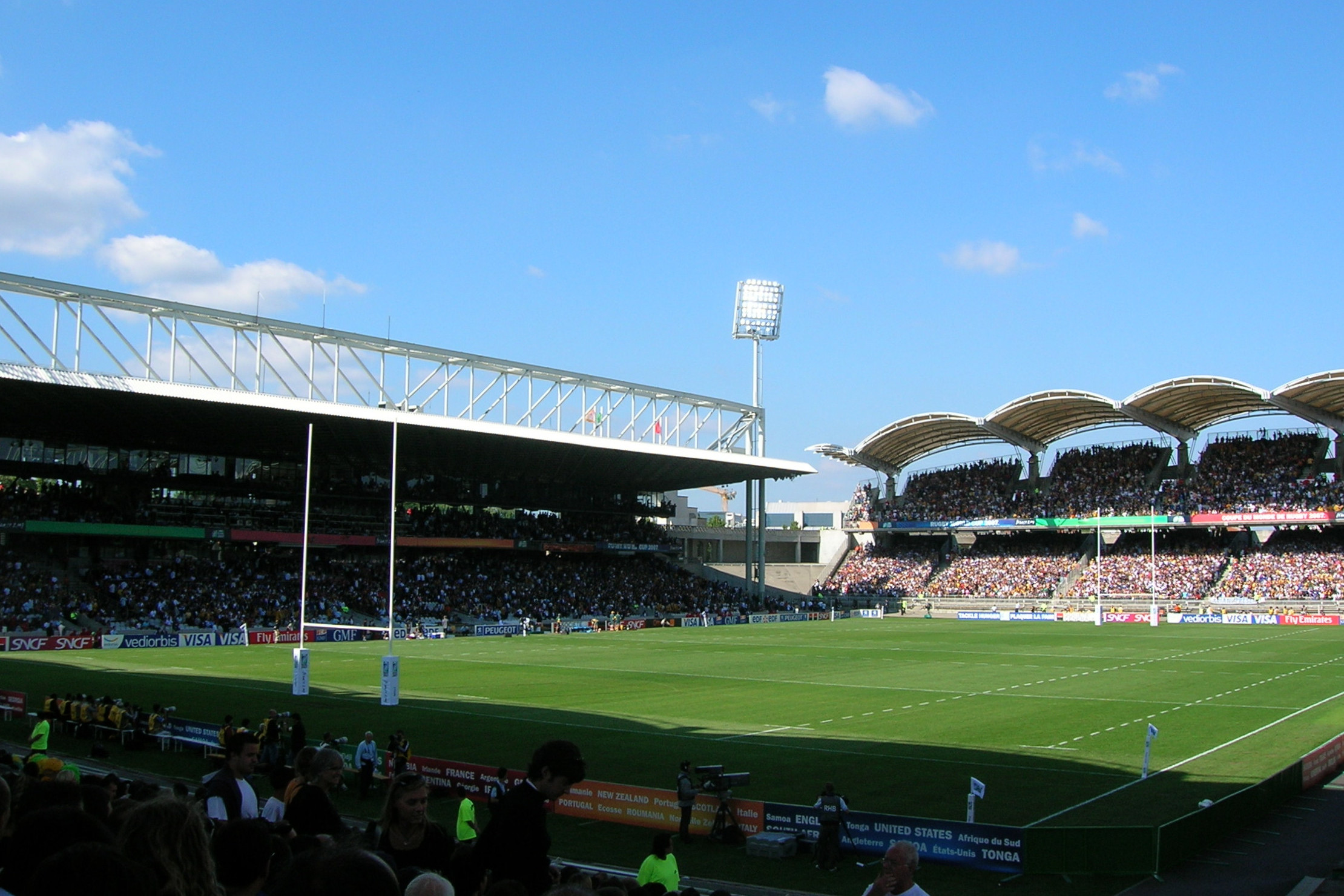
Stade Gerland

- 1904–05 La Vacherie du parc de la Tête d’Or, Gemeindemolkerei, Lyon
- 1905 Wohnanlage Bon Marche, Lyon
- 1909–28  Schlachthof La Mouche mit der Halle Tony Garnier, Lyon
- 1910–33 Krankenhaus Édouard Herriot (ehemals Grange-Blanche), Lyon
- 1911 Haus des Architekten, Saint-Rambert-d’Albon
- 1913 Villa Madame Garnier, Saint-Rambert-d’Albon
- 1913–14 Fabrik Mercier & Chaleyssin, Lyon
- 1914–26 Sportanlage Le stade de Gerland, Lyon
- 1917–24 Villa, Rue de la Mignonne, Saint-Rambert-d’Albon
- 1919–27 Telefonzentrale Vaudrey, Lyon
- 1919–1933 Quartier des États-Unis, Lyon
- 1921 Villa am Rand des Sees, Lyon
- 1922 Villa Gross, Lyon
- 1926–1934 Rathaus von Boulogne-Billancourt
- 1927–1933 Webschule, Lyon
- 1928–29 Schwimmstadion, Lyon

## Publikationen
- Les grands travaux de la ville de Lyon. Études, projets et travaux exécutés (hôpitaux, écoles, postes, abattoirs, habitations en commun, stade, etc.). 1920.
- Une cité industrielle. Étude pour la construction des villes. Massin, Paris 1918. 2. Auflage Massin, Paris 1932 (2 Bände).
  - deutsche Ausgabe: Die ideale Industriestadt. Eine städtebauliche Studie. Text von René Jullian, Vorwort Julius Posener. Wasmuth, Tübingen 1989, ISBN 3-8030-0147-1.
  - deutsche Neuübersetzung: Une cité industrielle. Eine ideale Industriestadt. Viersprachige Ausgabe (französisch, deutsch, englisch, italienisch). Mit Texten von François Chaslin und Thierry Paquot. Éditions 205, Villeurbanne 2019, ISBN 978-2-919380-28-2.